# Krahner Busch
Das Naturschutzgebiet Krahner Busch liegt auf dem Gebiet der Gemeinde Kloster Lehnin im Landkreis Potsdam-Mittelmark in Brandenburg.
Das Gebiet mit der Kenn-Nummer 1195 wurde mit Verordnung vom 29. Mai 1997 unter Naturschutz gestellt. Das rund 167 ha große Naturschutzgebiet erstreckt sich westlich von Krahne, einem Ortsteil der Gemeinde Kloster Lehnin. Unweit östlich fließt die Plane, ein linker Nebenfluss der Havel, westlich und nördlich verläuft die A 2, östlich verläuft die B 102.